# Tramway Grenoble - Villard-de-Lans
Pour les articles homonymes, voir GVL.
Le tramway de Grenoble à Villard-de-Lans (tramway GVL) est un tramway français suburbain qui roule entre 1911 et 1951. Il relie la vallée grenobloise aux plateaux du Vercors. Les voies, les gares et le matériel roulant appartiennent au département de l’Isère, mais la ligne est exploitée par la Société grenobloise de tramways électriques (SGTE), qui exploite par ailleurs le tramway grenoblois.

## Chronologie
L’objectif de cette ligne était de réduire la durée de la relation entre Grenoble et le Vercors de 6 h (en diligence) à 2 h 30 tout en rendant le trajet plus confortable.
Douze demandes de concession sont faites entre 1891 et 1908, date de publication du décret de concession. Il faut douze années supplémentaires pour que circule le « tram du Villard » (nom donné par les habitants).

### Projet et naissance

Carte du tracé en centre-ville (en couleur violette).

Le sigle « GVL » pour « Grenoble/Villard-de-Lans » recouvre une double exploitation ferroviaire : un service suburbain limité à Seyssins et un service régional gravissant le massif du Vercors en direction de Villard-de-Lans.
Émile Francq de la Compagnie française des voies ferrées économiques (CFVFE), futur administrateur la SVFD, propose en 1891 un itinéraire par Sassenage, puis une ascension des gorges d’Engins avec l’aide d’une section à crémaillère, et enfin une section en adhérence vers Villard-de-Lans.
L’étude la plus développée vient en août 1898 de M. Marius Martin avec le concours financier des frères Lumière ; elle propose des tramways électriques desservant Seyssins puis Saint-Nizier-du-Moucherotte. Un décret publié le 15 septembre 1900 accorde à M. Martin la concession, mais, incapable de réunir les fonds nécessaires, il abandonne le projet en 1904.
En 1905, l’ingénieur en chef des Ponts et Chaussées Marc Antoine Marie Rivoire-Vicat relance le projet. Il invite les élus des communes qui désirent voir le projet se réaliser à participer à une garantie d’emprunt pour la construction de la ligne, suivant la répartition : une moitié fournie par l’État, un quart par le département et un quart par les communes. Afin d’accélérer ce nouveau projet, Marius Martin cède à l’administration ses études réalisées en 1898.
Le conseil municipal de Seyssinet-Pariset appuie et obtient, avec l’aval de Rivoire-Vicat, que le tramway desserve la ville plutôt que la plaine de Seyssins quasiment inhabitée. Pour s’assurer du soutien politique de ses concitoyens, le maire organise un référendum ; la question posée à ceux qui payent un impôt foncier sur la commune est : « Êtes-vous partisan du tramway avec les conséquences financières qu’il entraîne, 1 900 francs par an pendant 60 ans pour la garantie d’intérêts (contingent attribué à la commune de Pariset) au cas où les recettes de l’exploitation ne couvriraient pas les dépenses . » À l’échéance, le  1er mars 1907, le maire obtient 104 oui, 77 non et une abstention ; Pariset organisait donc un référendum sur le tramway 76 ans avant Grenoble.
Le décret de concession est finalement voté le 22 décembre 1908, selon la convention Département/SGTE du 28 novembre 1906 qui voit les deux partis s’accorder pour que le premier paye les infrastructures et le matériel roulant et le second s’occupe de l’exploitation des deux lignes.

### Construction et ouverture
Le premier coup de pioche est donné le 3 novembre 1909.
L’inauguration du premier tronçon entre Grenoble et Seyssins a lieu le 23 avril 1911 en présence d’Antonin Dubost, président du Conseil général de l'Isère et aussi président du Sénat. Le service normal commence avec trois motrices le 1er mai 1911 sur les six kilomètres entre Grenoble et Seyssins.
De nombreuses difficultés sont rencontrées lors de la réalisation de la suite du tracé. D’importants travaux de drainages dans le Haut-Seyssins sont réalisés en 1912 et 1913, afin d’arrêter les glissements de terrain. Le 14 juillet 1914, les rails atteignent enfin Saint-Nizier. La ligne aérienne est presque terminée et les gares sont en cours de construction. Une ouverture en juin 1915 est alors envisagée.
La Première Guerre mondiale interrompt le chantier. Malgré les restrictions, on essaie de relancer les travaux. La voie est posée jusqu’à son extrémité mais sans ballast, la gare de Villard-de-Lans est atteinte et les motrices à bogies qui vont être affectées à la ligne sont livrées en 1916.
Cependant, à l’autre extrémité de la ligne, les problèmes apparaissent à leur tour. Les voitures de la « navette » sont réquisitionnées pour être utilisées dans la région de Gérardmer, dans le massif des Vosges, pour effectuer le transports des blessés de guerre.
Fin 1917 plane une menace de retrait des rails pour des besoins militaires. Le 10 février 1918, le ministre de la Guerre, Georges Clemenceau, ordonne à un détachement du génie d’effectuer le retrait des rails. Sept jours plus tard le préfet de l’Isère monte au créneau et proteste auprès du ministre en arguant que « Cette réquisition aura des conséquences désastreuses sur les populations du plateau du Vercors ». Le 22, il est suivi par Aimé Bouchayer, maire de Seyssinet qui reprend les mêmes arguments dans une lettre adressée au ministre de l’Armement, Louis Loucheur mais dans un tout autre ton, sa lettre commençant par « Mon cher ami » et se terminant par « Cordialement à toi ». Sans savoir ce qui a le plus joué en la faveur de la ligne, celle-ci est sauvée le 2 mars.
En 1919, les travaux reprennent avec l’aide de prisonniers allemands. Le matériel réquisitionné est récupéré après de nombreuses démarches, mais en mauvais état.
L’inauguration du tracé final du GVL a lieu le 26 juin 1920 en présence d’André Honnorat, ministre de l’Instruction publique ; l’ouverture à l’exploitation se fait le 1er juillet 1920.

### Déclin et fermeture
Peu avant la guerre et pour faire face à des déficits d'exploitation, le conseil général décide en 1938 de fermer la section rurale du GVL Saint-Nizier/Lans/Villard-de-Lans. Une correspondance bus est alors assurée par les cars Huillier jusqu'à Villard-de-Lans.
La ligne est définitivement fermée le 1er avril 1949.

## Infrastructure et matériel

### La ligne

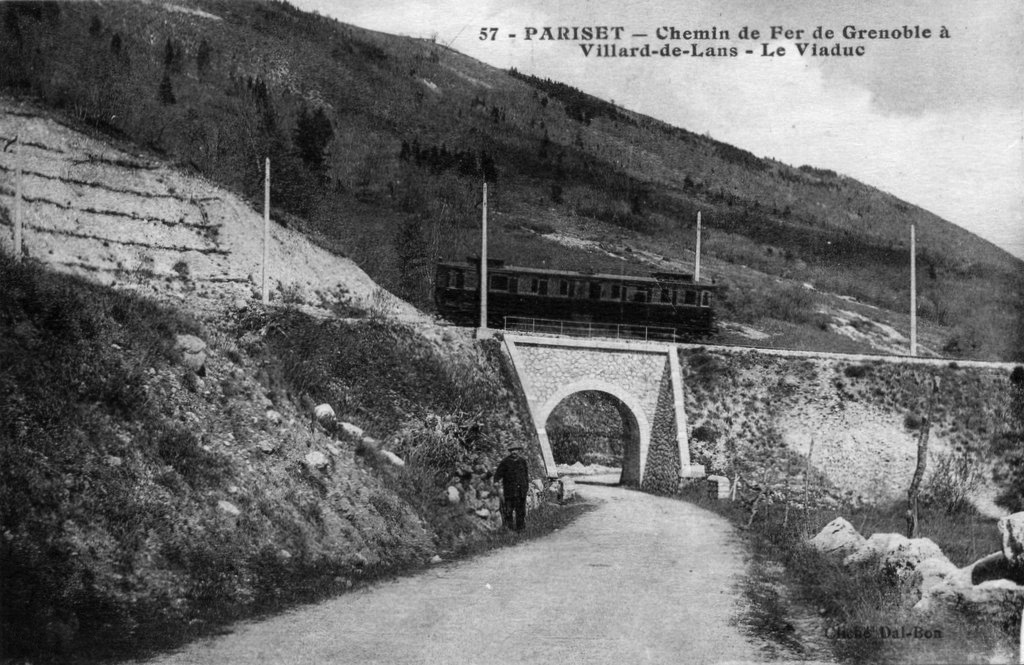
Un train sur un pont à Pariset, au début du XXe siècle.

Finalement, la ligne GVL revient à 6 millions de francs. Elle est longue de 39 km, elle trouve son départ à Grenoble, cours La-Fontaine, à 212 m d’altitude, et s’élève jusqu’à 1 170 m d’altitude à Saint-Nizier-du-Moucherotte ; la pente maximale atteint 68 ‰ sans crémaillère, puis la voie redescend doucement jusqu’à Lans-en-Vercors (1 020 m) pour finir à Villard-de-Lans à 1 023 m d’altitude.
Cinq gares (Seyssins, Seyssinet-Pariset, La tour sans venin - Saint-Nizier et Lans) en plus des terminus et des multiples autres haltes permettent l’accueil des voyageurs. Réalisée en voie unique, la ligne comporte cependant 13 croisements permettant aux convois de circuler sans encombre. Deux embranchements particuliers se raccordent à la ligne GVL : le premier, la « ligne marchandise de Comboire », permet le transport de ciment entre l’usine située au-dessus des Garlettes et Grenoble ; le second permet de relier la carrière des Pucelles sous Saint-Nizier, pour l’extraction du ballast GVL.
Contrairement au réseau de la SGTE alimenté par un courant 600 V, celui du GVL est à une tension de 800 V générée par une sous-station construite aux Guillets. Le 800 V a l’avantage de diminuer les pertes en ligne et d’augmenter la vitesse des convois. Au niveau de la bifurcation Fontaine-Saveuil, un sectionneur se charge d’isoler les deux réseaux.

### Matériel roulant

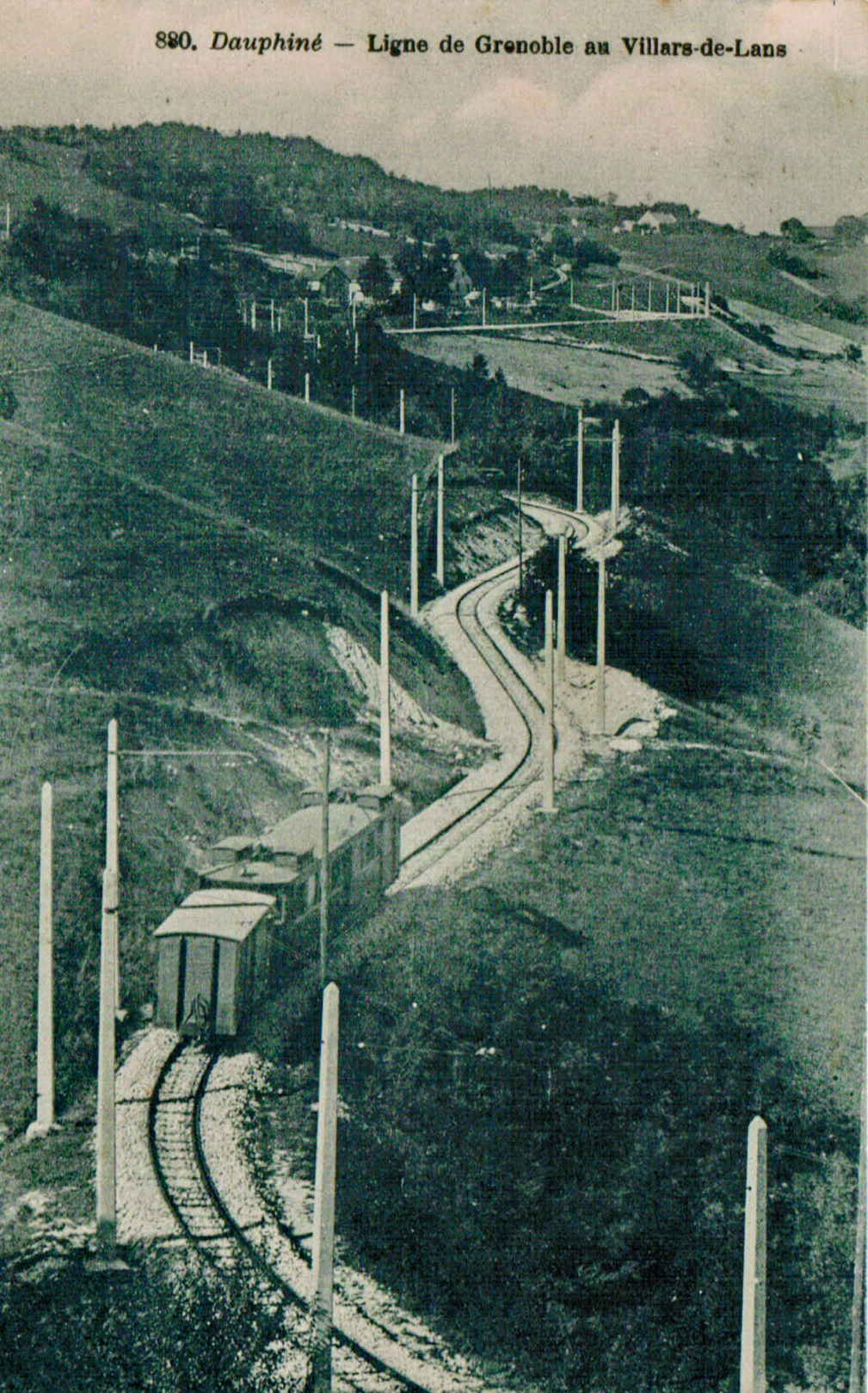
Rame électrique sur la ligne, au début du XX

Le matériel roulant du GVL est constitué de :
- 3  automotrices  à 2 essieux ;
- 5  automotrices à bogies ;
- 2  remorques à bogies ;
- 4  remorques à essieux ;
- 2 tracteurs électriques pour les marchandises ;
- une trentaine de wagons de marchandises.

Le tramway circule à une vitesse maximale de 19 km/h en montée comme en descente du fait de la forte rampe ; le trajet dure 2 heures 50 minutes. Trois trams circulent par jour en hiver, plus un les dimanches et fêtes ; quatre en période estivale.

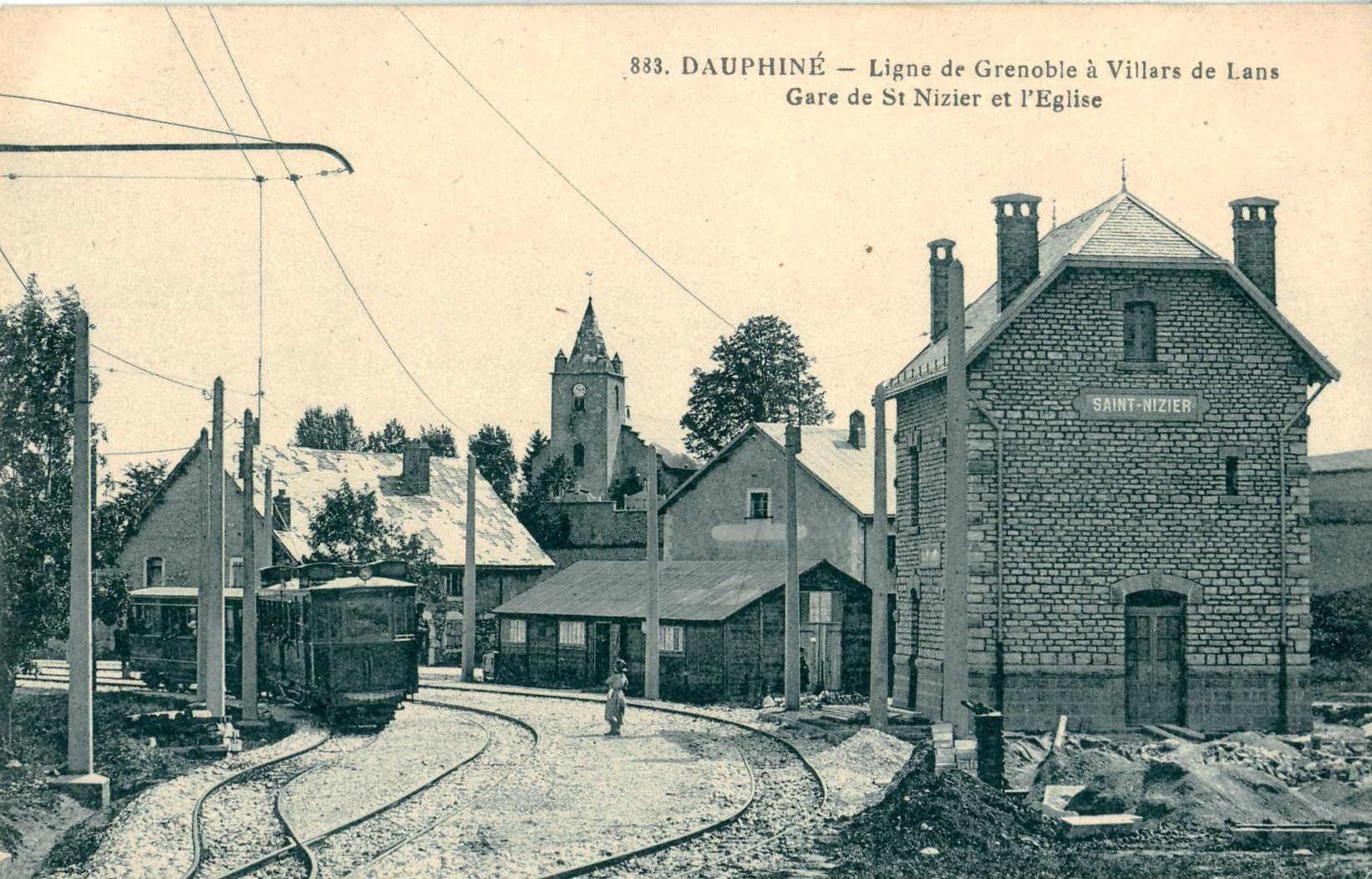
La gare de Saint-Nizier-du-Moucherotte sur la ligne GVL
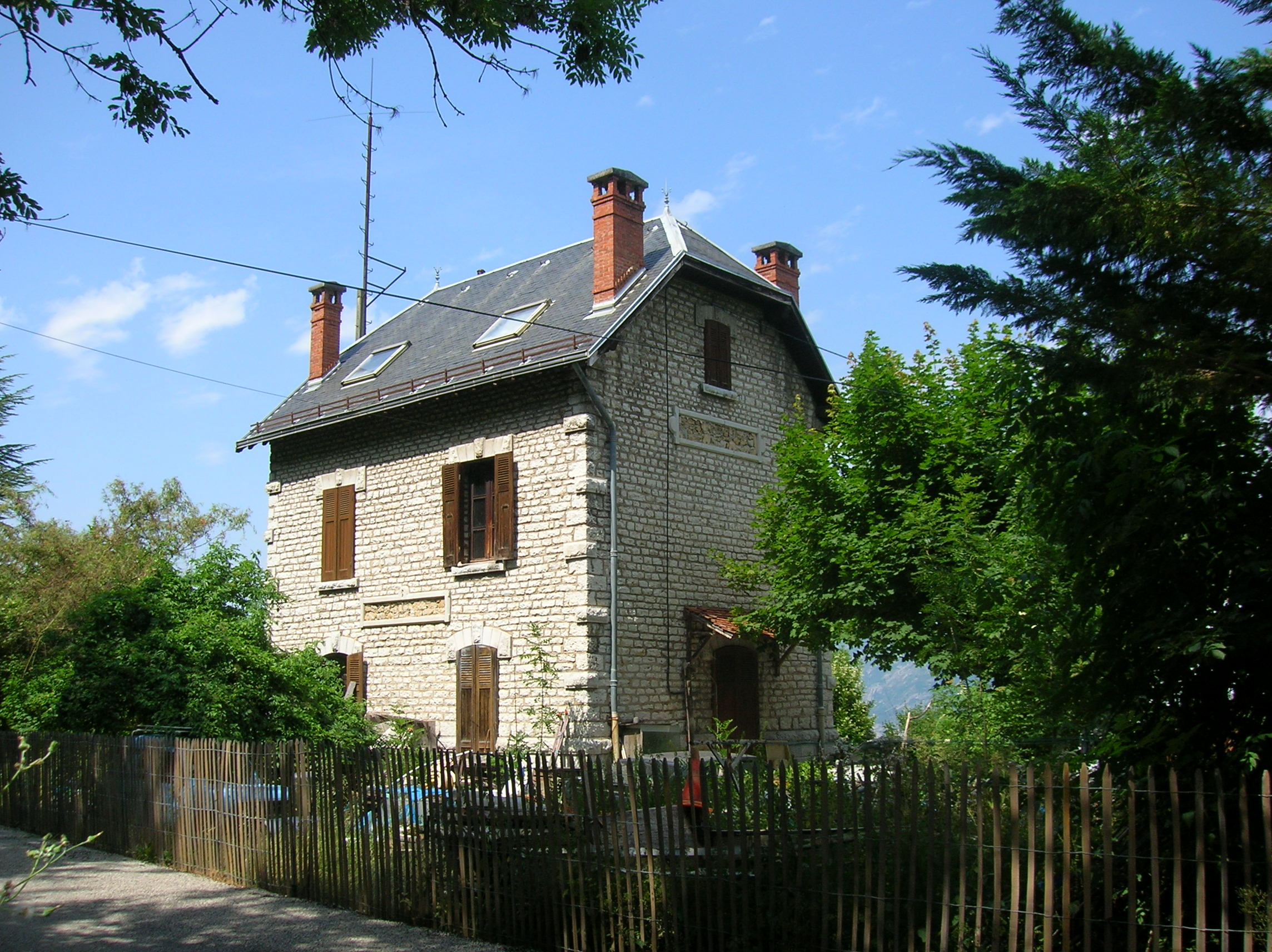
Ancienne gare  de Pariset
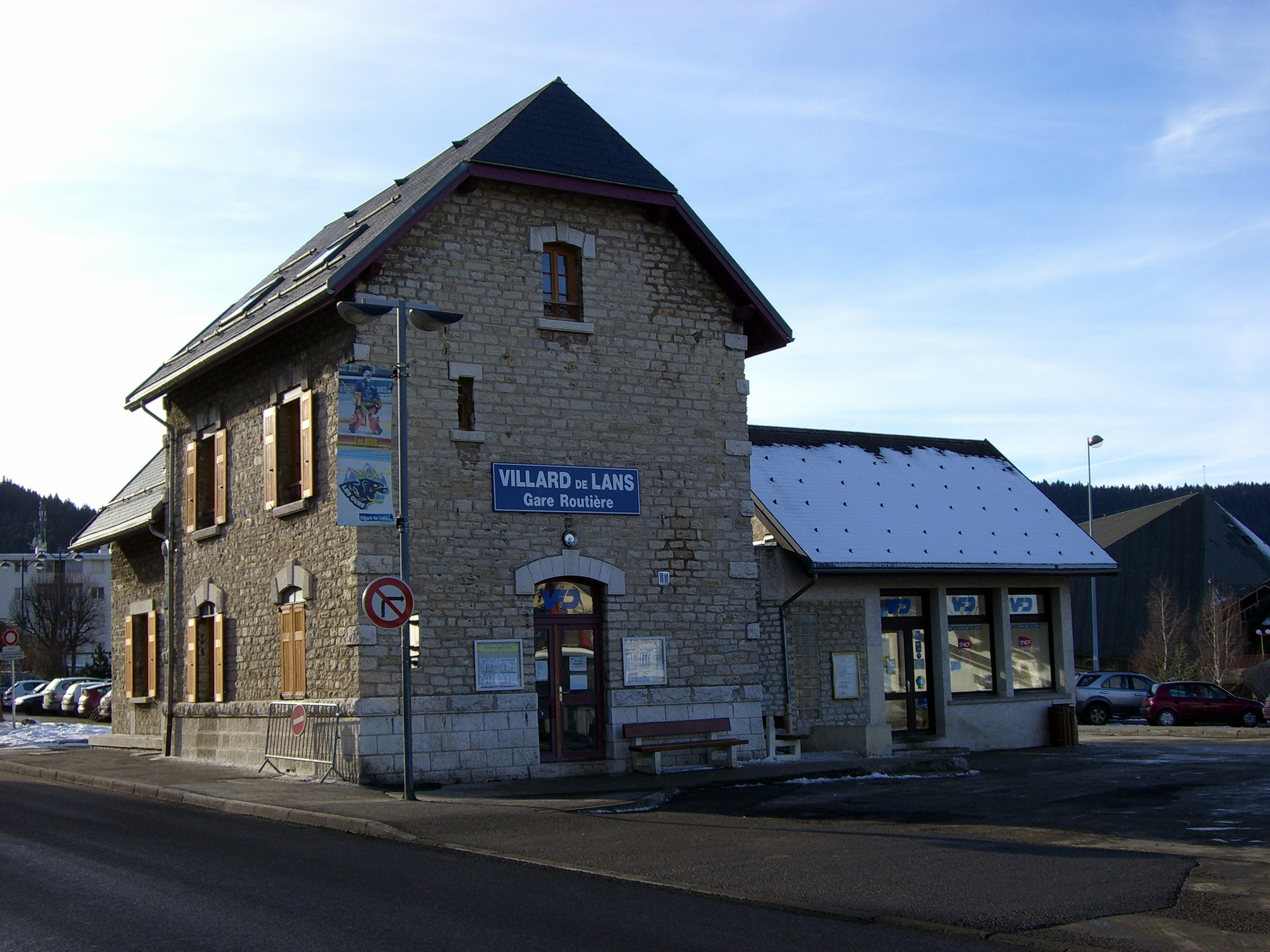
Ancienne gare terminus du tramway à Villard de Lans
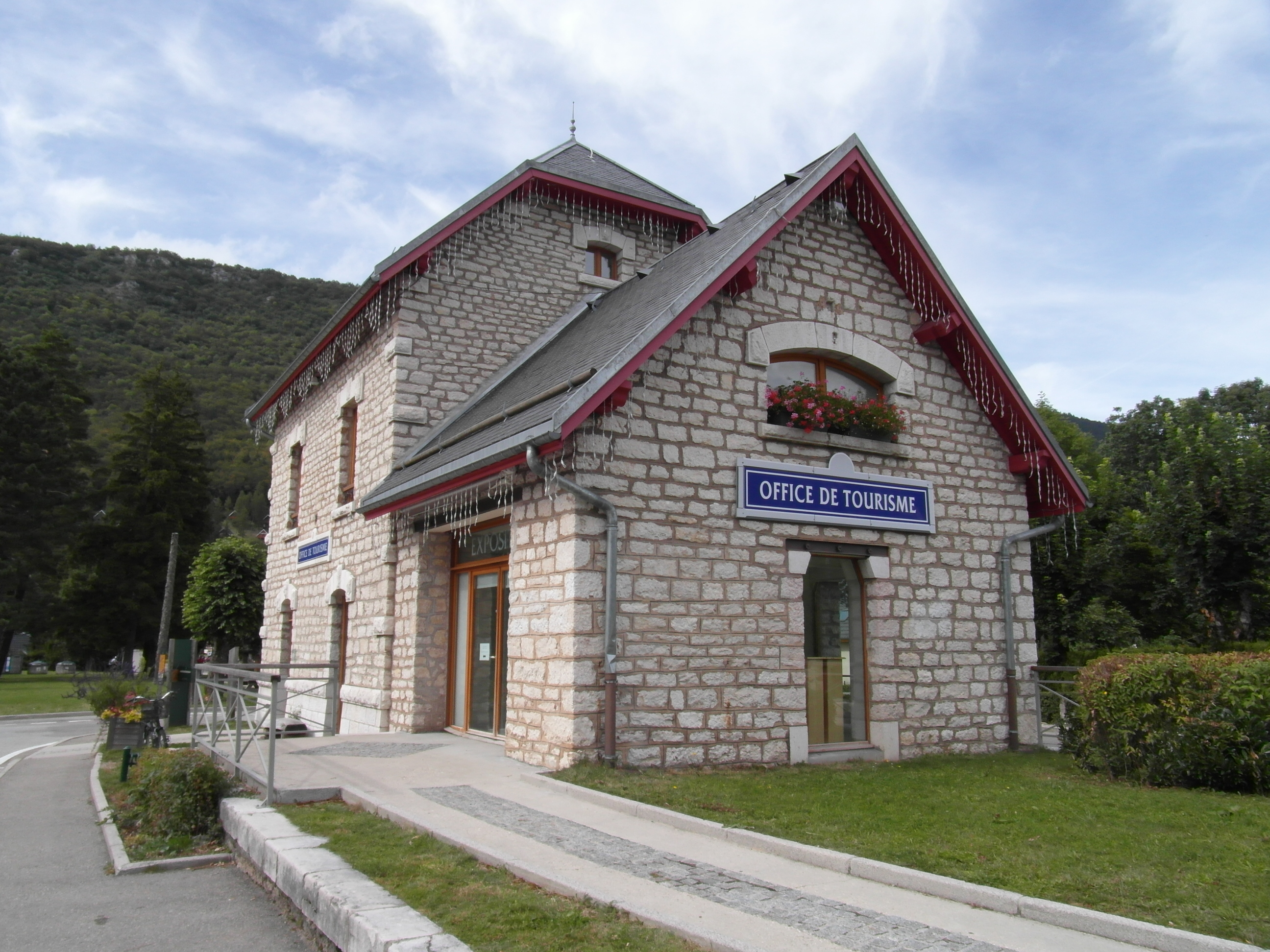
Ancienne gare de Lans en Vercors
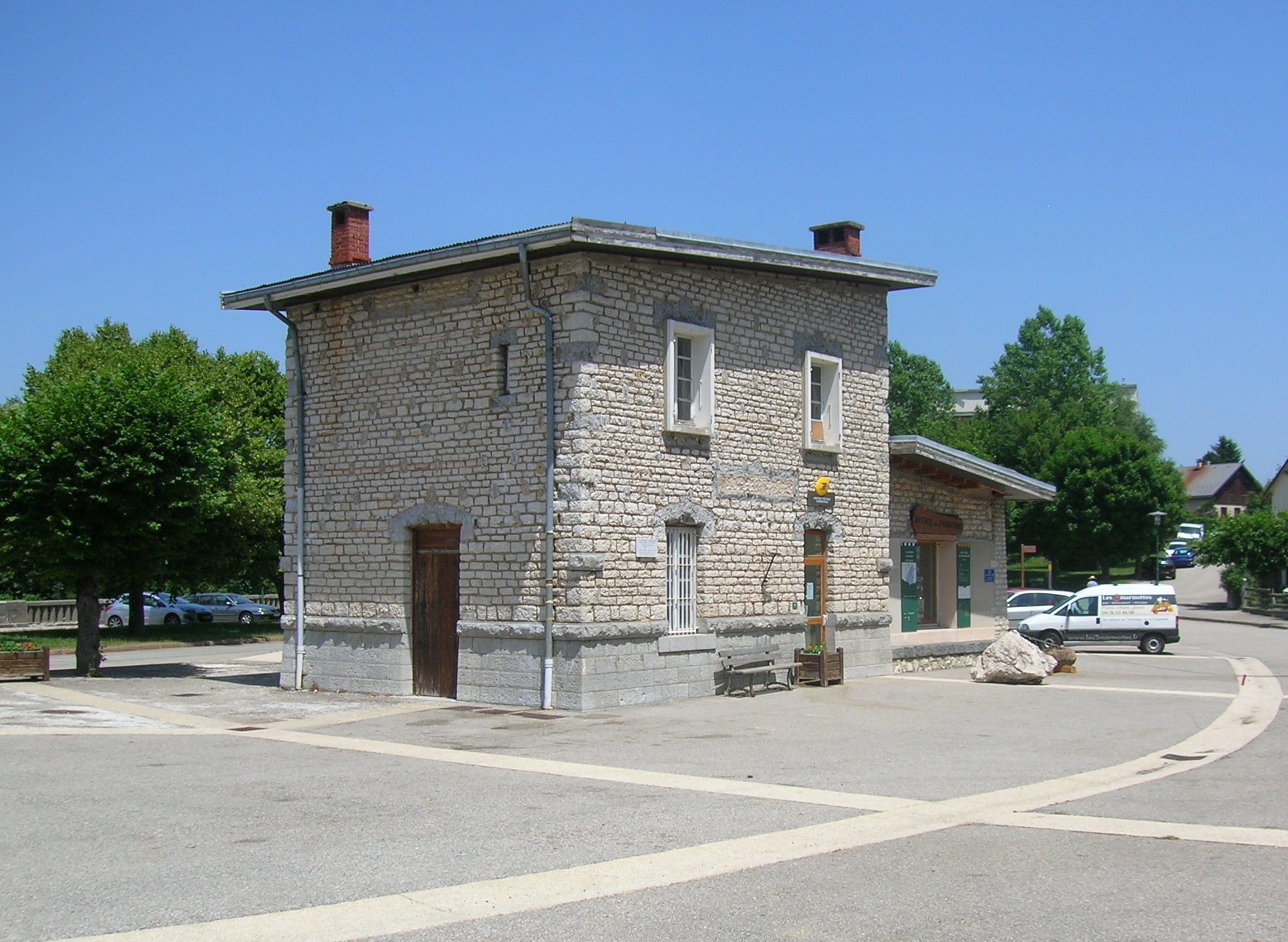
Gare de Saint-Nizier-du-Moucherotte dans son état actuel